# Моложавый, Степан Степанович
Степа́н Степа́нович Моложа́вый (6 (18) октября 1879, Хомск — 2 ноября 1937, Москва) — русский и советский педагог и психолог, профессор. Один из основоположников советской педологии.

## Биография
Родился в 1879 году в городе Хомске Кобринского уезда Гродненской губернии (ныне — Дрогичинский район Брестской области Беларуси).
В 1904 году окончил Варшавский университет.
Преподавал в Академии коммунистического воспитания имени Н. К. Крупской и Втором Московском государственном университете. С 1928 по 1932 г.г. был членом редакционной коллегии журнала «Педология».
Вышедшее в 1936 году постановление ЦК ВКП(б) «О педологических извращениях в системе Наркомпросов» и последовавший запрет педологии как науки положил конец научной деятельности С. С. Моложавого. Его научные труды были изъяты из библиотек, а его имя и идеи преданы забвению.
Скончался 2 ноября 1937 года в Москве. Урна с прахом захоронена в колумбарии Новодевичьего кладбища.

## Научная деятельность
С. С. Моложавый был представителем социогенетического направления в педагогике и педологии.
Педагогическая концепция С. С. Моложавого была основана на признании решающей роли окружающей среды в становлении личности ребёнка. Полагал, что социальное и психическое развитие ребёнка происходит в процессе адаптации к многообразным условиям среды. Исходя из этого, педагогической задачей считал организацию условий жизни ребёнка таким образом, чтобы они оказывали наиболее благоприятное и развивающее влияние. Принципу воспитывающего обучения С. С. Моложавый противопоставлял идею воспитывающего поведения. Подчёркивал, что моральная дефективность является следствием недостатков воспитания, а не изначальным пороком.
С. С. Моложавый считал игру детей только ориентировочно приспособительной деятельностью, в то время как труд он рассматривал как жизненно приспособительную деятельность, то есть, труд позволяет ребёнку войти непосредственно в социально-производственную среду. Между игрой и трудом детей С. С. Моложавый проводил чёткую границу. «Нельзя через игру воспитать трудовое настроение и через труд воспитать установку на игру» — писал он. Различия между игрой и трудом заключаются в их социальных ролях. Значение игры определяется развитием в ней таких качеств личности, которые будут востребованы в дальнейшей общественной жизни и трудовой деятельности.
С. С. Моложавым была разработана оригинальная методика обследования ребёнка, которая, посредством учёта и фиксации условий жизни и поведения, позволяла дать развёрнутый психолого-педагогический диагноз и прогноз. Методика обследования ребёнка с учётом деталей его социального окружения явилась ценным диагностическим инструментом и сыграла важную роль в становлении отечественной психодиагностики.

## Основные труды

### Монографии
- Моложавый С. С. Программа изучения поведения ребёнка или детского коллектива. — М.: «Главсоцвос», 1924.
- Моложавый С. С., Шимкевич Е. Проблемы трудовой школы в марксистском освещении. — М.: «Работник просвещения», 1924.
- Моложавый С. С. Учёт среды и работы дет.учреждения. Программа изучения ребёнка и детского коллектива в её практическом применении. — М., 1925.
- Моложавый С. С., Моложавая Е. Б. План занятий кружков по изучению ребёнка и детского коллектива. — М.: «Транспечать», 1926.
- Моложавый С. С. Игра и труд в дошкольном возрасте. — М.—Л., 1929.
- Моложавый С. С., Моложавая Е. Б. Педологические пути дошкольного воспитания. — М.—Л.: «Учпедгиз», 1931.

### Статьи
- Моложавый С. С. Религиозно–философские воззрения Сковороды // «Вера и разум». - 1901. - № 16. - с. 217–270.
- Моложавый С. С. К вопросу об изучении ребёнка // «Просвещение на транспорте». - 1924. - № 12. - с. 25–27.
- Моложавый С. С. К методам изучения ребёнка в дет.учреждениях // «На путях к новой школе». - 1924. - № 9. - с. 8–11.
- Моложавый С. С. Методы изучения ребёнка в связи с основными факторами его поведения // «Новые пути подготовки дошкольных работников». - 1924. - с. 88–103.
- Моложавый С. С. Методы изучения ребёнка // «Третий Всероссийский съезд по дошкольному воспитанию. 15 — 21 октября 1924 г.», 1925. - с. 279–298.
- Моложавый С. С. О программе изучения ребёнка // «Просвещение на транспорте». - 1925. - № 11. - с. 27–30.
- Моложавый С. С. Тестирование и педагогический процесс // «Просвещение на транспорте». - 1927. - № 2. - с. 22–25.
- Моложавый С. С. Педология в работе детского сада // «Дошкольное воспитание». - 1928. - № 1. - с. 34–43.
- Моложавый С. С. Принципы целостного изучения ребёнка // «Педология и воспитание. Сборник статей» (Под ред. Залкинда А. Б.). — М.: «Работник просвещения», 1928. - с. 120–139.
- Моложавый С. С. Наука о ребёнке в её принципах и методах // «Педология». - 1928. - № 1 (2). - с. 27–39.
- Моложавый С. С. Принципы воспитывающего поведения и построение педагогического процесса // «Вестник просвещения». - 1928. - № 9. - с. 94–107.
- Моложавый С. С. План исследовательской работы по педологии дошкольного возраста // «Педология». - 1929. - № 3 (5). - с. 315–321.
- Моложавый С. С. Биология и социология в их взаимоотношении в воспитательно–образовательном процессе // «Педагогическая энциклопедия» (Под ред. Калашникова А. Г.). — М.: «Работник просвещения», 1929, т. I.
- Моложавый С. С. Педология в борьбе за новую систему и за повышение качества дошкольного воспитания // «Дошкольное воспитание». - 1932. - № 12. - с. 24–31.